# ホットフィックス
ホットフィックス (hotfix, hot-fix) とは、ソフトウェア製品において製造元がバグを修正した際に、ユーザへ修正版を提供する形態のひとつ。特に迅速性を重視した形態である。QFE (Quick Fix Engineering) もほぼ同じ意味の用語で、こちらはマイクロソフト製品で使われる。

## 概要
オペレーティングシステム (OS) やソフトウェアに、セキュリティ上の脆弱性などの深刻な不具合や、ユーザーにとって重大な不具合が発見された場合、製造元より緊急に提供される修正プログラム・修正モジュールである。
通常、安定性よりも迅速に提供することが優先され、本来は行われる動作検証手順が省略されることもあるため、適用すれば該当の不具合が修正される一方、他の不具合が生じるリスクも考えられる。そのため一部の顧客だけに提供されていたり、一般公開されていても「適用は非推奨」とされることもある。
一般には、その後十分な動作検証が行われ、安定性が保証されたバージョンが追って提供される。
「発行されたばかりの修正プログラム」「（定期的なアップデートとは別に）特定の問題を解決するために発行された修正プログラム」という意味で用いられることもある一方、定期的なアップデートやサービスパックに含まれる場合もある。